# Костянтин Горський
Костянти́н Анто́ній Го́рський (пол. Konstanty Antoni Gorski; нар. 13 червня 1859, Ліда — пом. 31 травня 1924, Познань) — польський композитор, скрипаль-віртуоз, педагог, диригент, громадський діяч, автор романсів, двох опер та багатьох інструментальних творів.

## Життєпис
Навчання почав у Гродні, продовжив у Першій філологічній гімназії у Вільні. Музичну освіту отримав у Музичному інституті Аполінарія Контського у Варшаві, пізніше навчався в Консерваторії у Санкт-Петербурзі, яку закінчив у 1881 році, отримавши Велику срібну медаль та звання «Вільний художник». Педагогом його був знаний угорський скрипаль Леопольд Ауер. Роком пізніше Горський закінчив клас композиції та інструментовки композитора Миколи Римського-Корсакова.
У 1890 році, після довготривалої (протягом 8 років) подорожі Росією та Грузією, через Тифліс (сьогодні Тбілісі), Саратів та Пензу, Костянтин Горський прибув до Харкова, щоб залишитися у цьому місті на 29 років. Цей період у житті композитора став часом активної діяльності. Йому прекрасно вдавалося поєднувати педагогічну роботу (викладав у Харківському музичному училищі) з громадською (був одним з засновників культурного товариства «Дом Польський» у Харкові) та концертною діяльністю (був диригентом симфонічного оркестру, а також керував церковним та польським хорами, які заснував у католицькій парафії). При цьому Костянтин Горський залишався скрипалем, якого обожнювала публіка, та виконавцем, якого дуже цінували інші композитори (велику повагу відчував до нього Петро Ілліч Чайковський, який вважав Горського одним із найкращих інтерпретаторів його скрипичного концерту D-dur № 1).
Політичні та економічні зміни у Російській імперії, а особливо Жовтнева революція 1917 року, значно вплинули на життя Костянтина Горського. В умовах громадянської війни, що зближувалася, він не бачив можливості продовження у Харкові творчої діяльності, тому в 1919 році К. Горський разом з родиною виїхав до Польщі. Спочатку до Варшави, де працював тапером у кінотеатрах «Колізей» та «Водевиль», а пізніше до Познані, де на посаді концертмейстера оркестру Великого театру ім. Ст. Монюшка працював до кінця життя. Помер 31 травня 1924 року.
Вже після смерті композитора на сцені театру в 1927 р. було поставлено його оперу Маргер. У міжвоєнний період було виконано також інші його твори, у тому числі Missa Solemnis Es-dur (виконавці — хор ім. Ст. Монюшка в Познані), симфонічна поема «Зачароване коло» та «Органна фантазія» f-moll. Цей твір для органу вперше було виконано в 1920 р. Антонієм Карнашевським у Варшавській філармонії, три роки пізніше — Феликсом Нововейським, під час святкування річниці М. Коперника в Познанському університеті. Цей твір К. Горського виконують до сьогодні з неослабним успіхом.

## Вибрані твори
Костянтин Горський залишив багату творчу спадщину. До найвідоміших його творів належать:
- Органна фантазія f-moll — ч.  [Архівовано 18 червня 2020 у Wayback Machine.]; ч. [Архівовано 19 квітня 2016 у Wayback Machine.], яка вважається одним з шедеврів польської органної літератури пізнього романтизму, «гідна, а може, й перевершуюча найкращі твори Мечіслава Сужинського та Фелікса Нововейського» (2);
- Дві месси: a-moll та Missa Solemnis Es-dur;
- Більш ніж 100 романсів, у тому числі 12 пісень на слова М.Конопницької, Вл. Сирокомлі, Зд. Дембіцького та ін. для мецо-сопрано та тенора у супроводі фортепіано, видання 1914 р.
- Вокальні твори, у тому числі на релігійні тексти, серед яких Ave Maria, Salve Regina [Архівовано 6 березня 2016 у Wayback Machine.], Salutation a la Sainte Vierge [Архівовано 12 квітня 2016 у Wayback Machine.], Зряще мя безгласна (православна заупокійна піснь a capella для змішаного хору);
- Симфонічні поеми: На Олимпі по новелі Г.Сенкевича, Зачароване коло по байці Люціана Риделя;
- Дві опери: Маргер[pl] — у 3 актах, по поемі В. Сирокомлі (перекладення для фортепіано видано у Санкт-Петербурзі в 1905 р.), За хлібом — опера в 2 актах, по новелі Г. Сенкевича;
- Твори для скрипки та фортепіано: Souvenir de Nadrzecze. Premiere Mazurka, Petite Etude — Spiccato, Seconde Mazourka, sur des chants polonais, Aria, Gavotte, Romance, 3-leme Mazourka, 1-ere Polonaise de Concert D-dur, 2-de Polonaise de Concert A-dur, Poeme Lyrique (видано у книжному видавництві Д. Ратера у Лейпцизі).